# Asel (Vöhl)
Asel is een dorp in de gemeente Vöhl in het district Waldeck-Frankenberg in Hessen. Asel ligt aan het welbekende stuwmeer Edersee, 50 km zuidwestelijk van Kassel. Sinds 1971 hoort Asel bij de gemeente Vöhl. Asel behoort met een gedeelte aan het Natuurpark Kellerwald-Edersee.